# James Batcheller Sumner
James Batcheller Sumner (sinh ngày 19 tháng 11 năm 1887 - mất ngày 12 tháng 8 năm 1955) là nhà hóa học người Mỹ. Ông cùng với John Howard Northrop và Wendell Meredith Stanley làm nên một niềm tự hào cho nước Mỹ khi cả ba đều nhận được Giải Nobel Hóa học năm 1946 cho công trình điều chế, kết tinh enzime và virus protein nguyên chất, đưa nước Mỹ trở thành quốc gia đầu tiên có ba người cùng nhận Giải Nobel Hóa học trong cùng một năm..